# Andreas Ottensamer
Andreas Ottensamer (* 4. April 1989 in Wien) ist ein österreichischer Klarinettist von internationalem  Ruf, der einer Familie von drei Soloklarinettisten angehört. Er füllte von März 2011 bis Januar 2025 die Position eines Soloklarinettisten bei den Berliner Philharmonikern aus.  Sein Vater Ernst Ottensamer war bis zu seinem Tod 2017 Soloklarinettist bei den Wiener Philharmonikern, wo auch sein älterer Bruder Daniel in gleicher Position tätig ist.

## Leben
Ottensamer studierte zunächst ab 1999 an der Universität für Musik und darstellende Kunst Wien, erst Violoncello bei Wolfgang Herzer und ab 2003 Klarinette bei Johann Hindler. Später unterbrach er im Oktober 2009 ein Studium an der Harvard University in den USA, um ein Stipendium der Orchester-Akademie der Berliner Philharmoniker anzutreten. Er ist ehemaliges Mitglied des Gustav Mahler Jugendorchesters. Im Zeitraum Juli 2010 bis Februar 2011 war er Soloklarinettist des Deutschen Symphonie-Orchesters Berlin.
Der Erste Preisträger zahlreicher Wettbewerbe mit den Instrumenten Klarinette, Klavier und Violoncello konzertiert als Solist weltweit mit Orchestern wie den Berliner Philharmonikern, den Wiener Philharmonikern, dem Rotterdams Philharmonisch Orkest, der Deutschen Kammerphilharmonie Bremen, dem Mahler Chamber Orchestra und dem Tokyo Metropolitan Symphony Orchestra unter Sir Simon Rattle, Yannick Nézet-Séguin, Mariss Jansons etc. – sowie als Kammermusiker mit Yuja Wang, Lisa Batiashvili, Leonidas Kavakos, Janine Jansen, Sol Gabetta, Emmanuel Pahud und vielen mehr.
Andreas Ottensamer ist Exklusivkünstler bei der Deutschen Grammophon und hat fünf Alben veröffentlicht. Er war auch an der Produktion von Night of Hunters der Künstlerin Tori Amos beteiligt. Das im Jahre 2005 zusammen mit seinem Vater und seinem  Bruder Daniel gegründete Klarinettentrio The Clarinotts war Widmungsträger mehrerer Werke. Es hat bei Gramola Vienna eine CD eingespielt.
Von der Saison 2015/16 bis 2017/18 war Andreas Ottensamer Künstler der Reihe »Junge Wilde« am Konzerthaus Dortmund.
Seit der Saison 2020/21 tritt der Klarinettist auch als Dirigent in Erscheinung.

## Diskografie (Auswahl)
- 2013: Portraits – The Clarinet Album, Dirigent Yannick Nézet-Séguin, Rotterdam Philharmonic Orchestra, Deutsche Grammophon
- 2015: Brahms: The Hungarian Connection, Deutsche Grammophon
- 2016: The Clarinotts, Deutsche Grammophon
- 2017: New Era: Stamitz, Danzi, Mozart, Dirigent Emmanuel Pahud, Kammerakademie Potsdam, Decca
- 2019: Blue Hour – Weber, Brahms, Mendelssohn, mit Yuja Wang, Dirigent Mariss Jansons, Berliner Philharmoniker, Deutsche Grammophon

## Auszeichnungen
- 2015: ECHO Klassik in der Kategorie Instrumentalist des Jahres (Klarinette)[3]
- 2019: Opus Klassik in der Kategorie Instrumentalist des Jahres[4]